# Etherpad
Etherpad（旧称：EtherPad）はウェブベースのコラボレーション型リアルタイムエディタであり、オープンソースソフトウェアである。
複数人でテキストを同時に編集することが可能であり、各々の編集した部分を対応する色で示すことが可能である。またサイドバーにはチャット機能が存在し、コミュニケーションを取りながらテキストを編集することが可能となっている。2008年にプロプライエタリソフトウェアとして発売されたが、2009年12月にGoogleによって買収され、Apache License下のオープンソースソフトウェアとなった。2020年現在はEtherpad Foundationが開発を行っている。

## 特徴
すべてのユーザーが「Pad」と呼称されるドキュメントを作成可能であり、これをそれぞれのPadに固有に割り当てられるURLを通して他のユーザーも同時に編集することが可能である。すなわちそのPadのURLを知っているものであれば誰でもそのPadにアクセスし編集することが可能であるが、パスワードを用いて意図しないユーザーによるアクセスを防ぐことも可能である。変更のマージについては操作変換（OT）によって行われる。
Etherpadは一定の短い間隔でドキュメントを自動的に保存するが、編集に参加したユーザーは特定の保存された状態を各々のデバイスに保存することが可能である。また、タイムスライダーを用いることによって参加したすべてのユーザーは過去にどのような編集を行われたかを閲覧することが可能である。このようにして作成されたドキュメントはプレーンテキスト・HTML・OpenDocument・Office Open XML・PDFなどのフォーマットで保存することが可能である。
EtherpadはAppJetプラットフォーム上に構築されており、Cometによって共同作業機能が実装されている。

## 歴史

### 公開
2008年11月19日に、David Greenspan・アーロン・イヴァ・J.D. Zamfirescuによってetherpad.com上において公開された。彼らのうちDavid Greenspanを除く人物はGoogleの従業員であった。その後、元Google従業員のDaniel ClemensとデザイナーのDavid Coleが参加した。
同年11月21日にはスラッシュドットにおいて紹介された。このため多数のアクセスを受け、サイトが著しく低速となってしまった（スラッシュドット効果）。EtherPad（当時）はアクセス状況が改善するまでの間、クローズドベータ版に戻すことによって新規Padを作成できないように制限を加えたが、既存のPadに対しては特に制限を行わなかった。ソフトウェアの書き換えが完了した後、2009年1月29日には新バージョンが公開され、同年2月3日には再び誰にでも使用可能となった。

### Googleによる買収
Google Waveが発表された際、EtherPad開発チームはEtherPadが持つ機能はシンプルであるため、EtherPadのほうが便利であると発表した。しかしながら2009年12月4日に、Google Waveへの統合のためGoogleに買収され、EtherPadユーザーに対してはGoogle Waveへの招待状が送られた。

### オープンソース化
Googleは2009年12月17日に、EtherpadのソースコードをApache License 2.0において公開した。これに伴ってJSMinがライセンスの関係上排除された。
オープンソースで公開されたため、多くの人々がEtherpadサーバーを立ち上げた。このようにEtherpadをインストールした人々がfreenodeの #etherpad チャネルにおいてミーティングを行った後、Etherpad Foundationを立ち上げた。この組織は2020年現在も開発を行っている。

## Etherpad Lite
Etherpad Liteは、オリジナルのEtherPadがJavaとScalaを用いて構築されていたのに対して、JavaScriptとNode.jsを用いて書き直されたソフトウェアである。しかしオリジナルの同期ライブラリである「Easysync」はそのまま利用されている。
Etherpad Liteは以下のオリジナルには存在しなかった機能を備えている。
- HTTP APIを用いた対話
- 他のサイトに埋め込み可能にするjQueryプラグイン[20]
- PHP[21]・Python[22]・Ruby[23]・JavaScript[24]・Java[25]・Objective-C[26]・Perl[27]用クライアント
- WebRTCにも対応する多種のプラグイン[28]

またLaTeXやMarkdown出力に対応したほか、translatewiki.netにおいてローカライズが行われている。